# Кривая Балка (Николаевская область)
Кривая Балка — село в Николаевском районе Николаевской области Украины.
Основано в 1905 году. Население по переписи 2001 года составляло 1489 человек. Почтовый индекс — 57154. Телефонный код — 0512.

## История
В 1946 году указом ПВС УССР посёлок совхоза «Четырнадцатилетия Октября» переименован в Кривую Балку.

## Местный совет
57154, Николаевская обл., Николаевский р-н, с. Кривая Балка, ул. Одесская, 8; тел. 33-41-00 (укр.)